# Boronia granitica
Boronia granitica là một loài thực vật có hoa trong họ Cửu lý hương. Loài này được Maiden & Betche mô tả khoa học đầu tiên năm 1905.